# Gouvernement Koutchma
Ukraine
Fokine Massol II
Le gouvernement Koutchma (en ukrainien : Уряд Леоніда Кучми, est le gouvernement ukrainien du 27 octobre 1992 au 21 septembre 1993.

## Coalition et historique
Le gouvernement est, entre autres marqué par le Scandale des cassettes qui voit la mise à l'écart du ministre de l'intérieur Kravtchenko.

## Composition
La composition du gouvernement est la suivante :
| Fonction                                               | Titulaire | Titulaire                                          | Parti |
| ------------------------------------------------------ | --------- | -------------------------------------------------- | ----- |
| Premier ministre                                       |           | Leonid Koutchma                                    |       |
| Premier vice-Premier ministre                          |           | Igor Youkhnovskyi Ioukhym Zviahilsky               |       |
| Vice-Premier ministre Industrie et Construction        |           | Vassyl Yevtukhov                                   |       |
| Vice-Premier ministre Agro-Industrie                   |           | Volodymyr Demianov                                 |       |
| Vice-Premier ministre Économie                         |           | Viktor Pynzenyk                                    |       |
| Vice-Premier ministre Pétrole et énergie               |           | Yuliy Ioffe                                        |       |
| Vice-Premier ministre                                  |           | Mykola Joulynsky                                   |       |
| Vice-Premier ministre Complexe industriel militaire    |           | Valeriy Chmarov                                    |       |
| Vice-Premier ministre Ministre des Affaires étrangères |           | Valentyn Landyk                                    |       |
| Ministre des Gardes frontières                         |           | Valery Houbenko                                    |       |
| Gouverneur de la Banque nationale d'Ukraine            |           | Viktor Iouchtchenko                                |       |
| Ministre du Cabinet des ministres                      |           | Anatoliy Lobov Valeri Poustovoïtenko               |       |
| Ministre de l'Énergie et de l'Électrification          |           | Vitaliy Sklyarov Anatoliï Hrytsenko Vilen Semenyuk |       |
| ministre de la Justice                                 |           | Vassyl Onopenko                                    |       |
| Ministre de la Communication                           |           | Oleh Prjevalsky                                    |       |
| Ministre des Relations économiques internationales     |           | Ivan Herts                                         |       |
| Ministre des Forêts                                    |           | Valeriy Samoplavsky                                |       |
| Ministre de la Conversion industrielle                 |           | Viktor Antonov Dmytro Chernenko                    |       |
| Ministre de l'Éducation                                |           | Petro Talantchouk                                  |       |
| Ministre de la Santé                                   |           | Youri Spijenko                                     |       |
| Ministre de l'Environnement                            |           | Youriy Kostenko                                    |       |
| Ministre du Travail                                    |           | Mykhailo Kaskevych                                 |       |
| Ministre de l'Industrie                                |           | Anatoliy Holoubtchenko                             |       |
| Ministre de la Sécurité sociale                        |           | Arkadiy Yerchov                                    |       |
| Ministre des Statistiques                              |           | Mykola Borysenko                                   |       |
| Ministre du Transport                                  |           | Orest Klympouch                                    |       |
| Ministre des Retombées de Tchernobyl                   |           | Heorhiy Hotovchyts                                 |       |
| Ministre de la Jeunesse et des sports                  |           | Valeriy Borzov                                     |       |
| Ministre des Affaires étrangères                       |           | Anatoliy Zlenko                                    |       |
| Ministre de l'Intérieur                                |           | Andriy Vassylychin                                 |       |
| Ministre de la Défense                                 |           | Constantin Morozov                                 |       |
| Ministre des Finances                                  |           | Hryhoriy Pyatachenko                               |       |
| Ministre de la Culture                                 |           | Ivan Dziouba                                       |       |
| Ministre de la Ruralité et de l'Approvisionnement      |           | Youriy Karasyk                                     |       |
| Ministre de l'Architecture                             |           | Youriy Serbin                                      |       |
| Ministre de l'Économie                                 |           | Youriy Bannykov Roman Chpek                        |       |
| Ministre des Nationalités et de la Migration           |           | Oleksandr Yemets                                   |       |